# Hofsjökull
Hofsjökull ( PRONÚNCIA) é o terceiro maior glaciar (br: geleira) da Islândia depois de Vatnajökull e Langjökull e o maior vulcão ativo do país. Esse se situa a oeste das Highland da Islândia e ao norte das montanhas Kerlingarfjöll, entre as duas maiores geleiras do país, cobrindo uma área de 925 km² e tendo como ponto mais alto 1.765 metros. O vulcão subglaciar é do tipo de "escudo" com caldeira 
Hofsjökull é fonte de onde saem vários rios, como o Þjórsá, o mais longo da Islândia. Um ponto pouco a sudeste do glaciar é considerado o Centro Geográfico da Islândia. No sudoeste do país, entre as mais orientais pontas das geleiras Vatnajökull (Axajökull) e Þrándarjökull, fica um outro pequeno glaciar (aprox. 48 km²) que também é denominado  Hofsjökull.

## Ver também

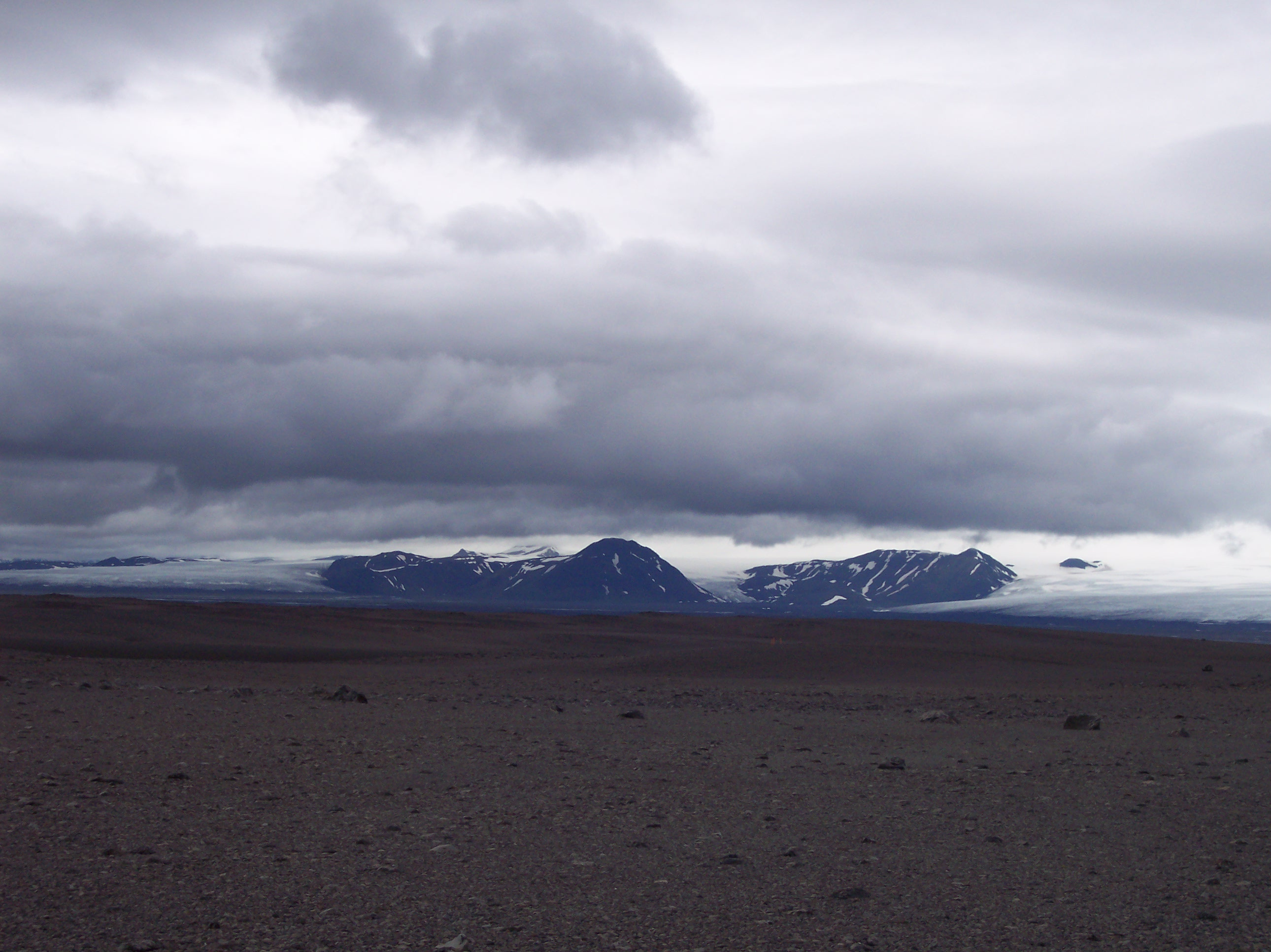
A imagem mostra Arnarfell hiðmikla (Montanha da Grande Águia) no meio, o glaciar Múlajökull à esquerda e o glaciar Pórsárjökull à direita